# Rotonda di San Tomè

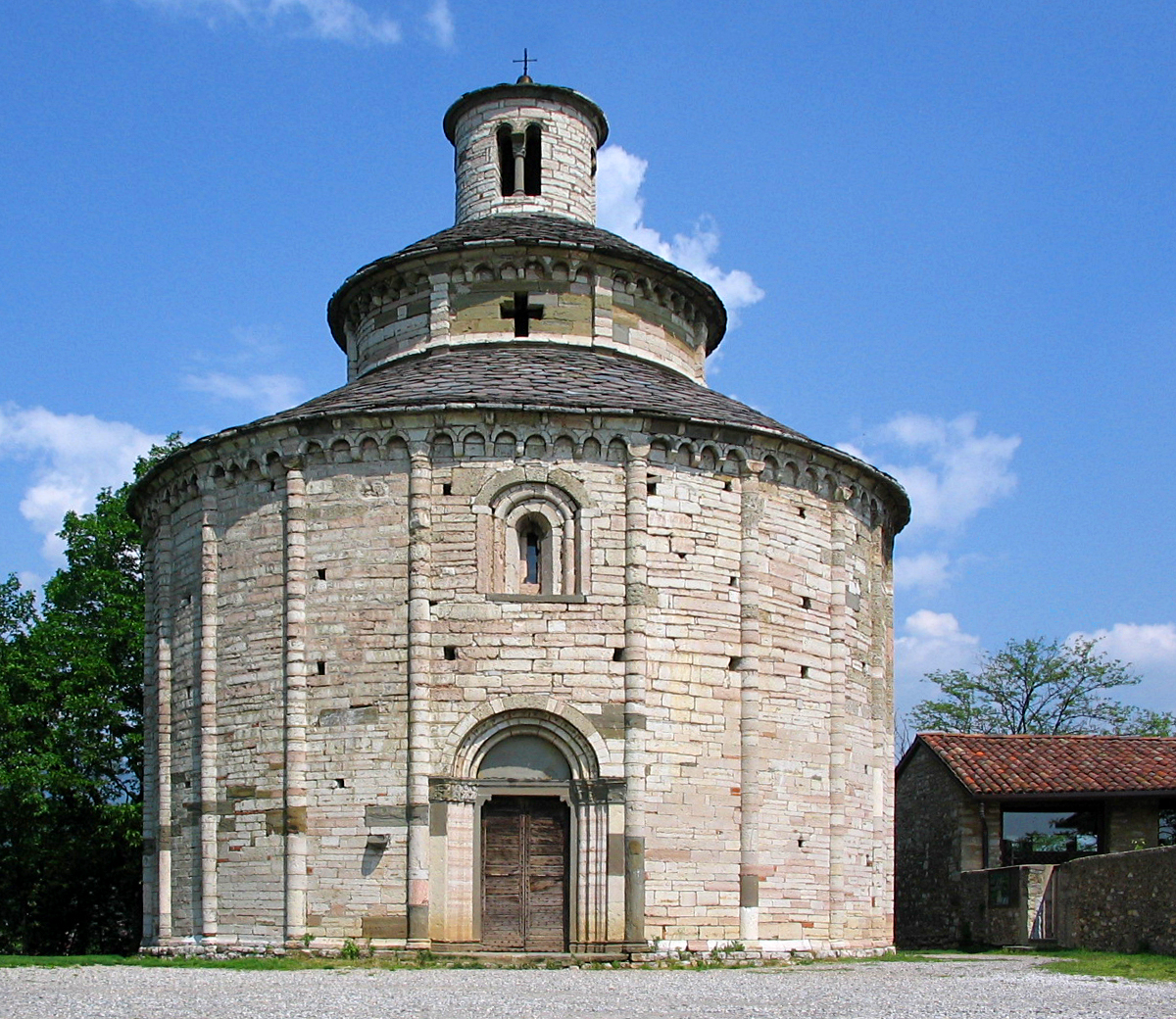
Eingangsseite der Rotonda di San Tomè

Die Rotonda di San Tomè ist eine romanische Rundkirche aus der zweiten Hälfte des 12. Jahrhunderts. Sie steht etwa einen Kilometer südöstlich der oberitalienischen Kleinstadt Almenno San Bartolomeo in der Provinz Bergamo.

## Baugeschichte

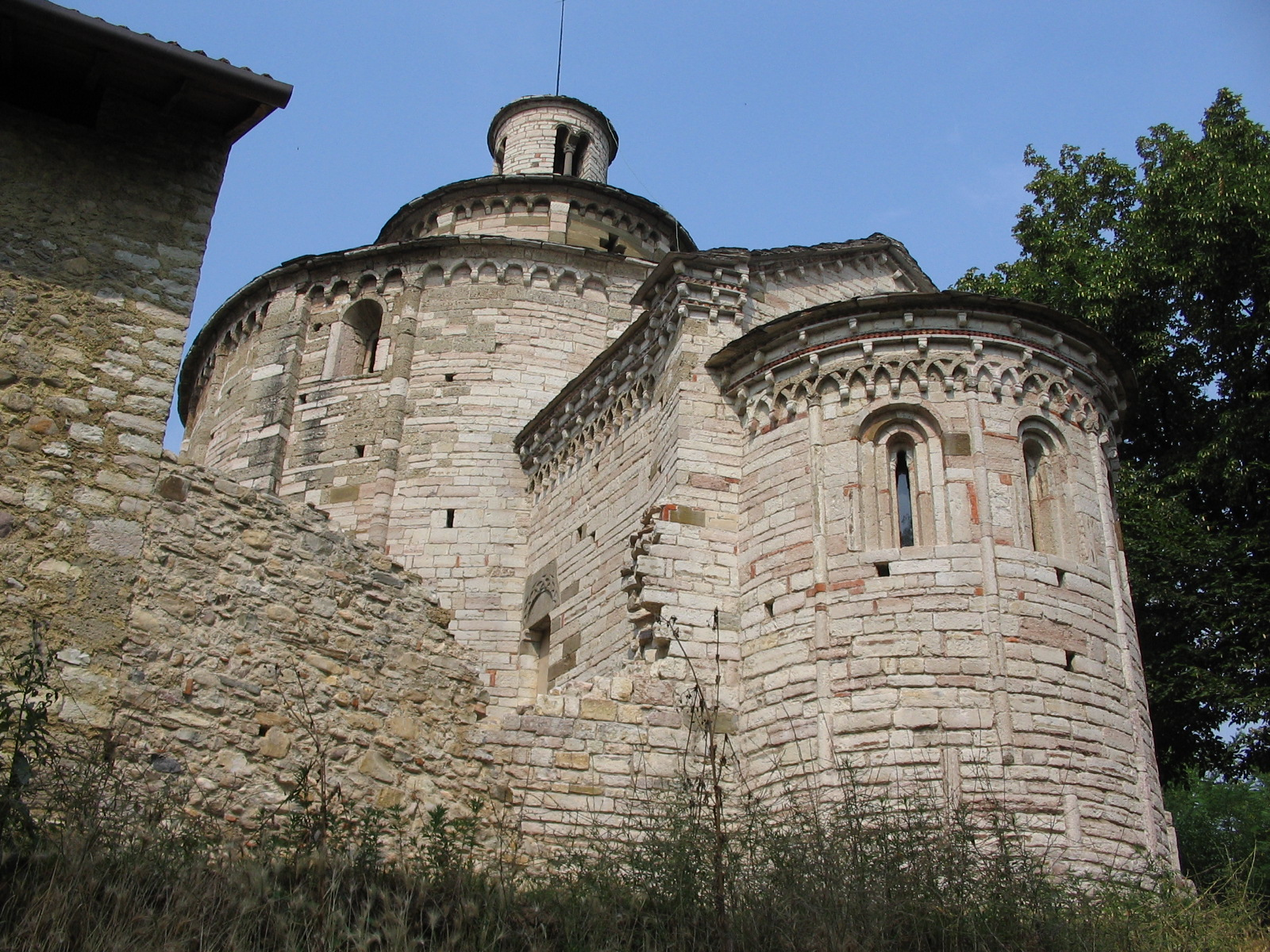
Chorjoch und Apsis

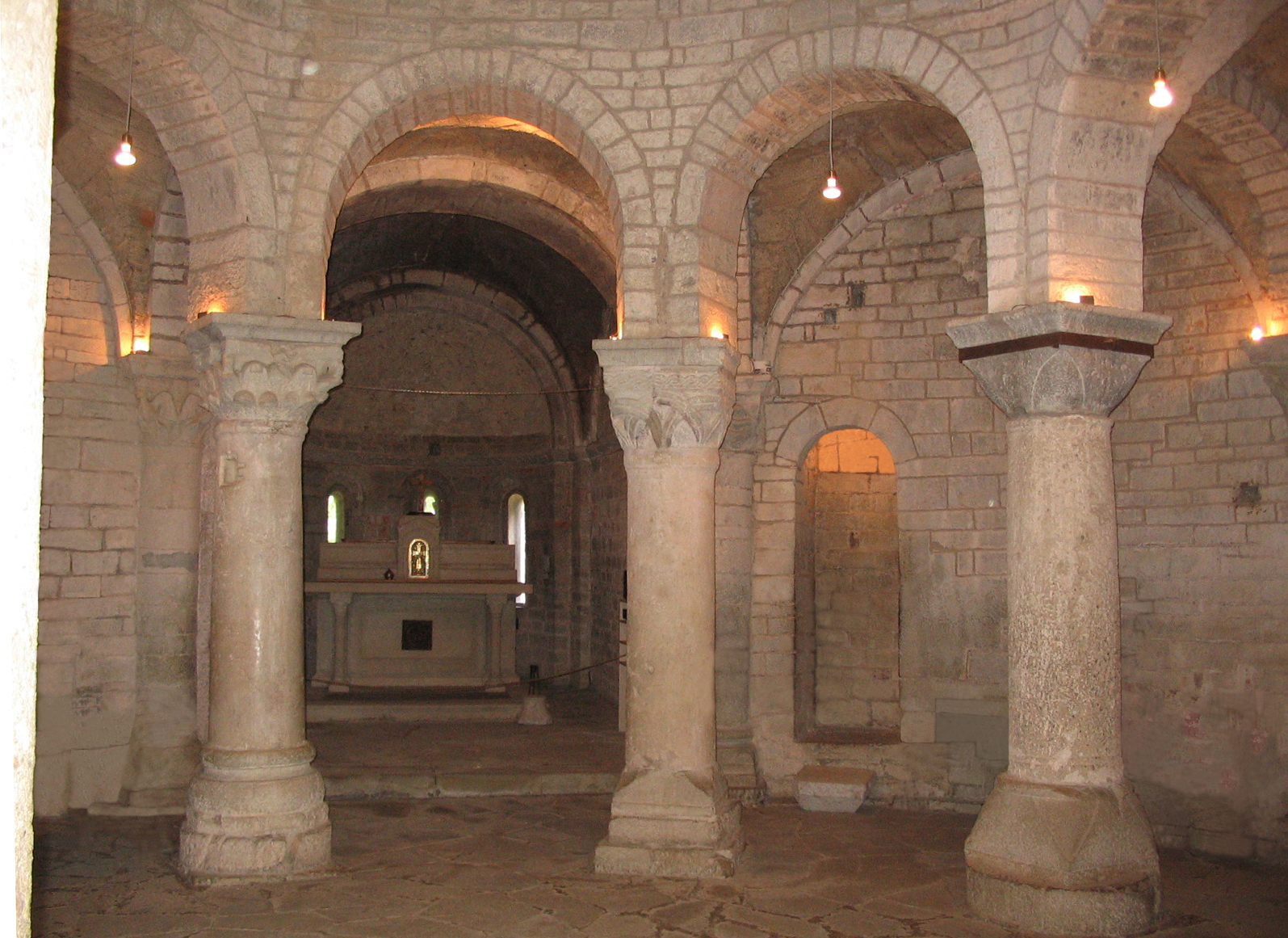
Erdgeschoss und Apsis

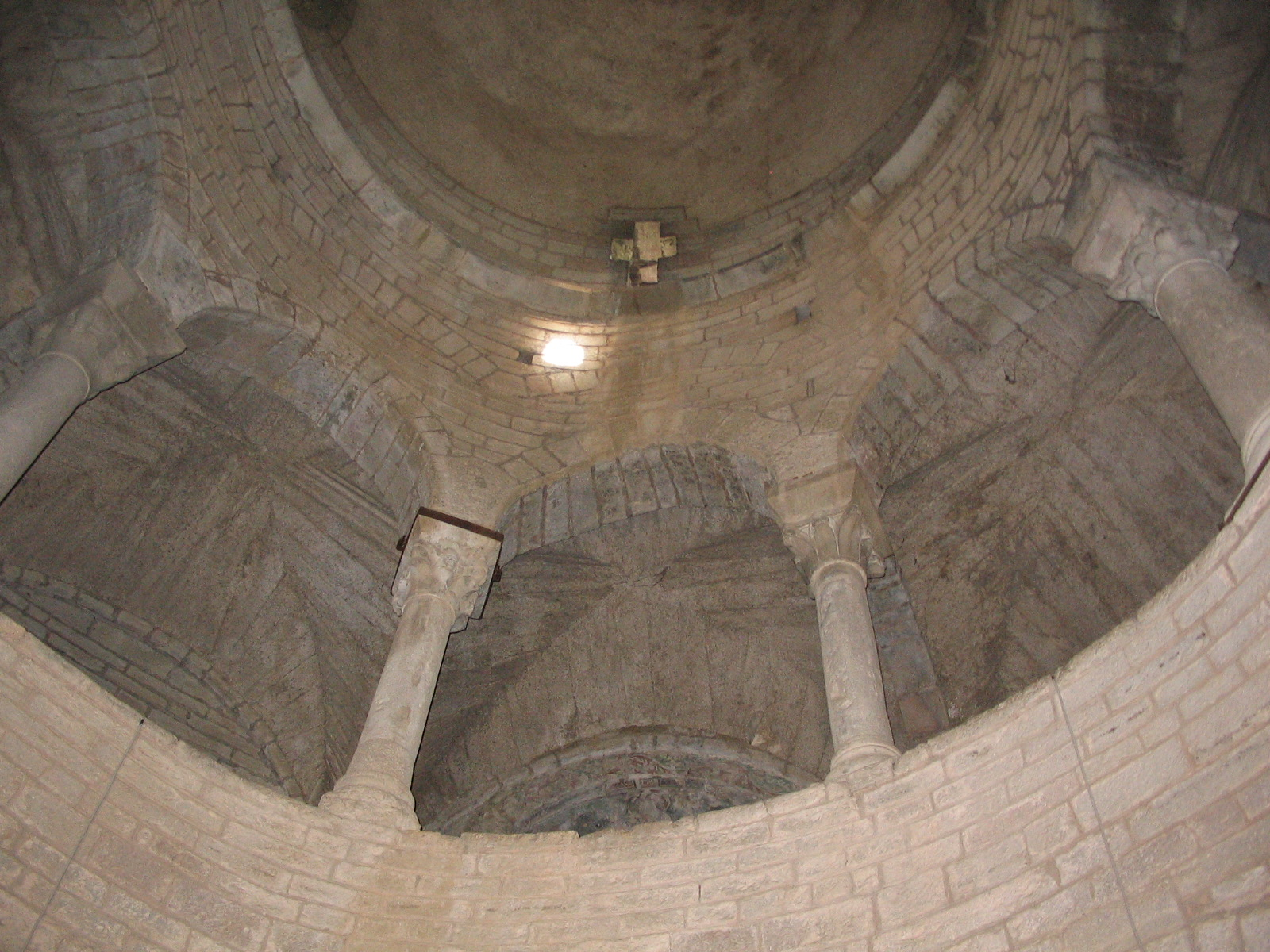
Emporenzone (matronäum), Kuppel und Laterne

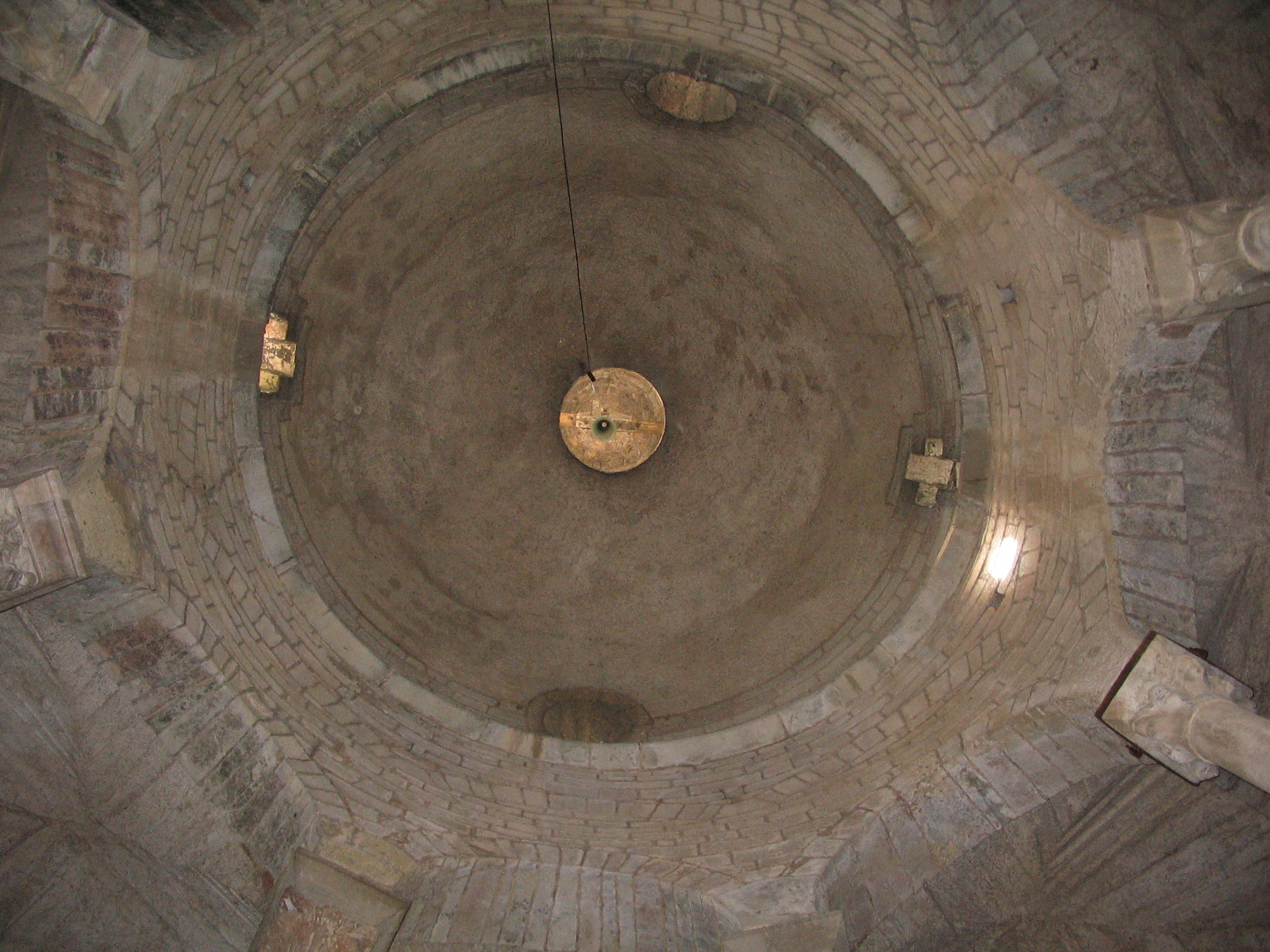
Blick in die Kuppel

Der Bau einer ersten Kirche an dieser Stelle ist vielleicht schon für das 9. oder 10. Jahrhundert anzusetzen, doch bereits um die Mitte des 12. Jahrhunderts war dieser – wahrscheinlich aus unbearbeiteten Bruchsteinen errichtete – Bau derart baufällig geworden, dass der Bischof von Bergamo einen kompletten Neubau aus Hausteinen anordnete, bei dem allerdings die Säulen und Kapitelle des Ursprungsbaus wiederverwendet wurden. Dabei wurden auch umgedrehte Blockkapitelle als Basen verwendet, oder Teile von weiteren Säulen zum Höhenausgleich eingefügt. Ende des 12. Jahrhunderts erhielt der Rundbau ein architektonisch deutlich ausgereifteres Chorjoch mit einer anschließenden Apsis. Ganz in der Nähe entstand ein Nonnenkloster, welches allerdings bereits im Jahr 1407 aufgelöst wurde.

## Architektur

### Außenbau
Der in der Höhe dreifach unterteilte Rundbau ist durch schlanke Dienste mit kleinen Kapitellaufsätzen in der Vertikalen gegliedert; horizontale Gesimse fehlen, doch unterhalb der Dachtraufe verläuft ein Rundbogenfries. Der Baukörper des Mittelteils ist durch Lisenen gegliedert und durch zwei kreuzförmige und zwei runde Fensteröffnungen belichtet; auch er hat einen Rundbogenfries als oberer Abschluss. Die darüber befindliche Laterne enthält vier schlanke – jeweils von einer Säule unterteilte – Fensterpaare.

### Chor und Apsis
Während die Fensteröffnungen im rückwärtigen Teil des Baues wie ins Mauerwerk eingeschnitten wirken, werden die schlanken Fensteröffnungen der Apsis begleitet von einem kantigen und kapitelllosen Gewände. Den eigentlichen Schmuck des Chorjochs und der Apsis bilden sich überschneidende Rundbogenfriese, oberhalb derer nach außen vorkragende Konsolen sowie Zahnschnittornamente erscheinen. In einer Steinplatte über dem kleinen Seitenportal zum Chorjoch wiederholt sich das Motiv der überschneidenden Bögen, das eher dem sizilianisch-normannischen Bereich zuzuordnen ist und in Oberitalien nur selten erscheint.

### Portal
Das dreifach abgestufte, aber nur geringfügig profilierte Portalgewände geht über in ebenfalls kaum profilierte Archivolten, die ein schmuckloses Tympanonfeld einrahmen. Die spiegelbildlich gestalteten Kapitellzonen sind mit Figuren und stilisierten Pflanzen geschmückt. Eine der beiden sehr 'primitiv' gestalteten Figuren hält ein Schwert oder einen Dolch in ihrer Hand. Oberhalb des Portals befindet sich ein schmales und von sich nach innen verjüngenden Rundbögen eingerahmtes Fenster.

### Innenraum
Der Innenraum der Rotunda ist umstellt von acht mächtigen monolithischen Säulen mit leichten, aber deutlich sichtbaren Längenunterschieden, die durch verschiedenartige Unterfütterungen ausgeglichen werden. Auch die Kapitelle sind unterschiedlich hoch und von unterschiedlicher Qualität. Über zwei schmale, in die dicke Außenwand integrierte Treppenaufgänge erreicht man die ‚Frauenempore‘ (matronäum), deren acht Säulen zumeist deutlich schlanker sind als diejenigen im Erdgeschoss, obwohl auch hier Unterschiede erkennbar sind. Durch das leicht nach innen vorkragende Mauerwerk entsteht ein Rund, über dem sich eine ungegliederte Kuppel wölbt, die sowohl von zwei kreuzförmigen wie von zwei runden Fenstern und zusätzlich im Scheitel von einem Laternenaufsatz belichtet wird.

## Bilder

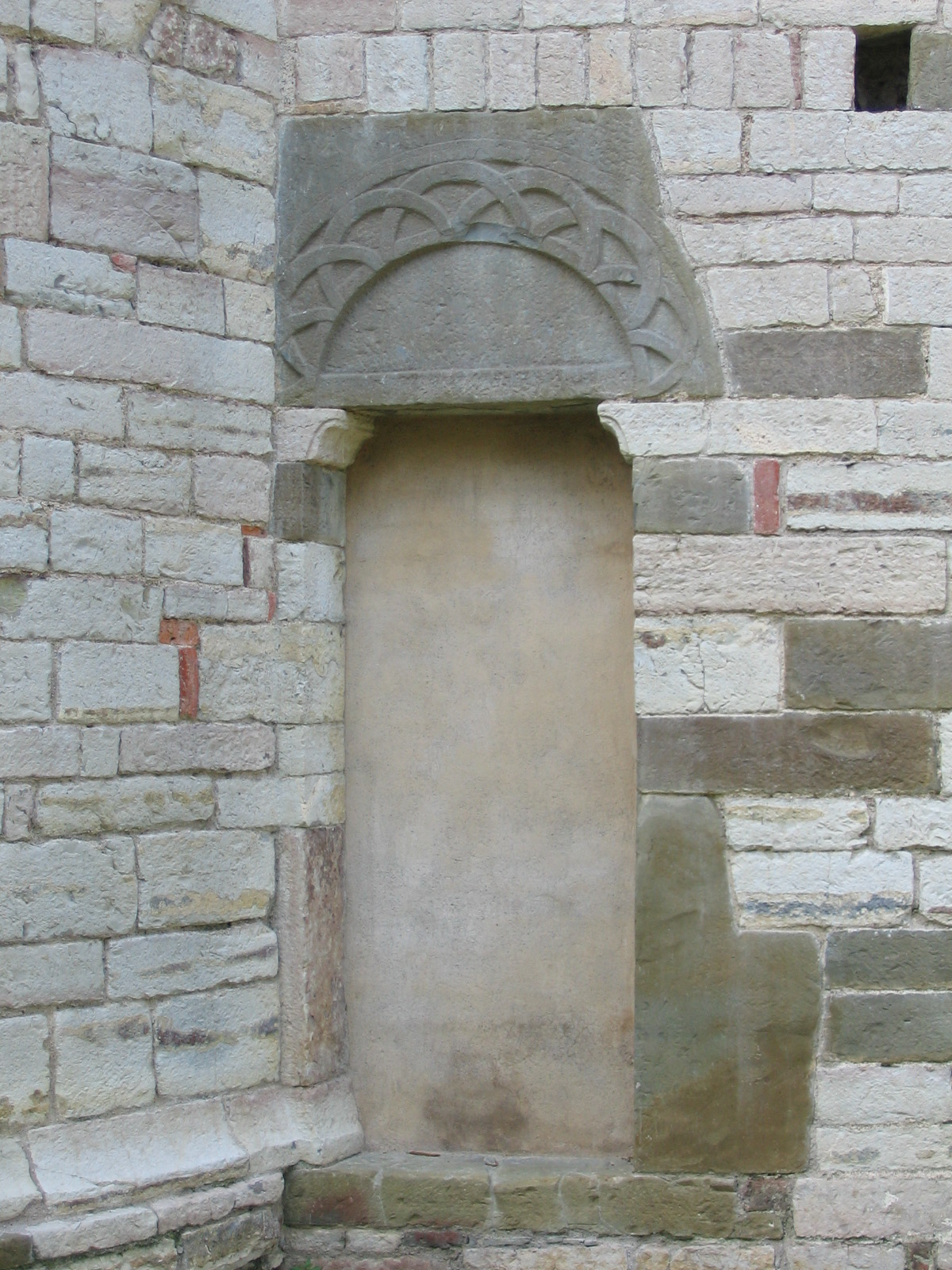
Seitenportal
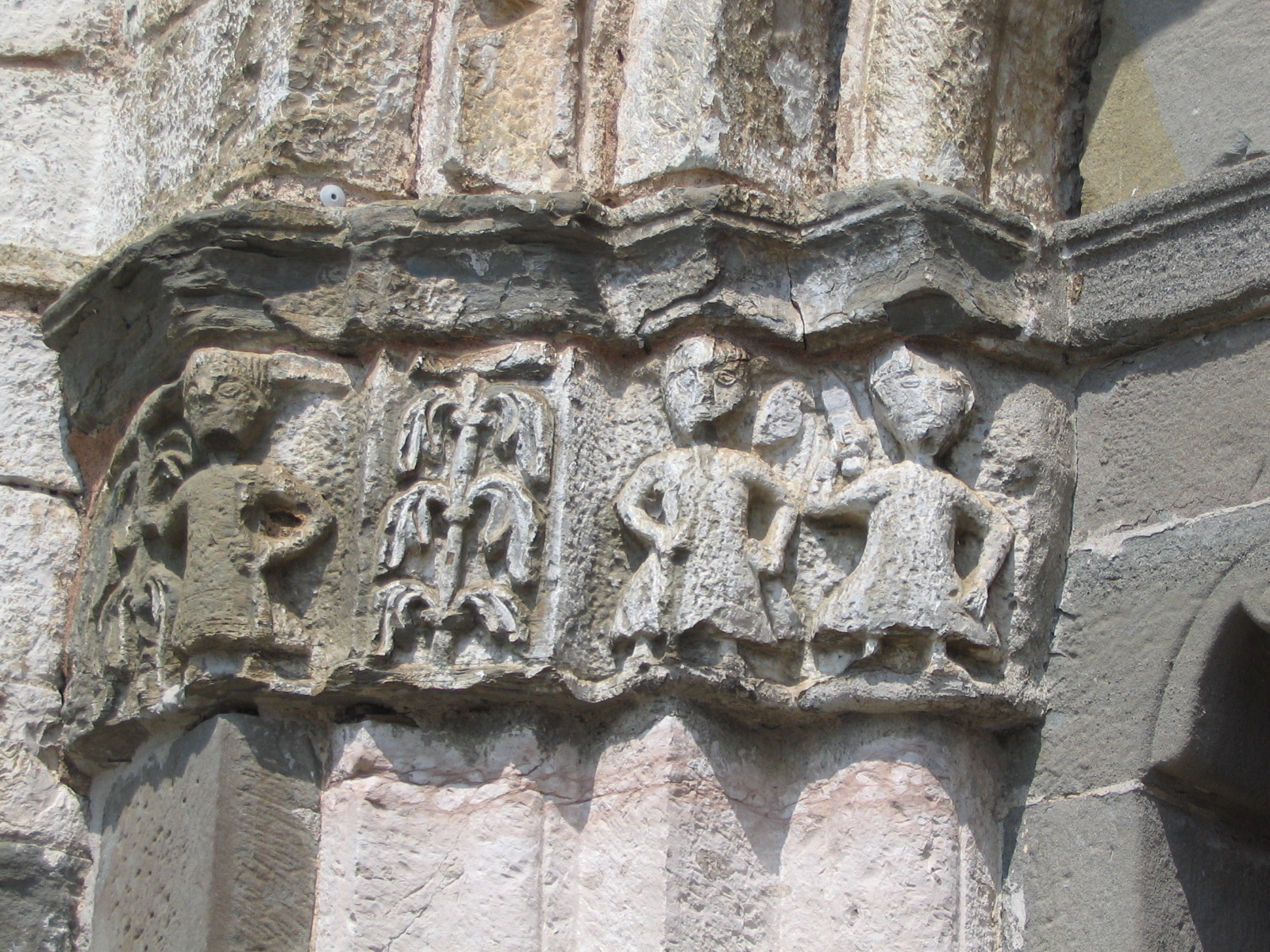
Kapitelle im Portal
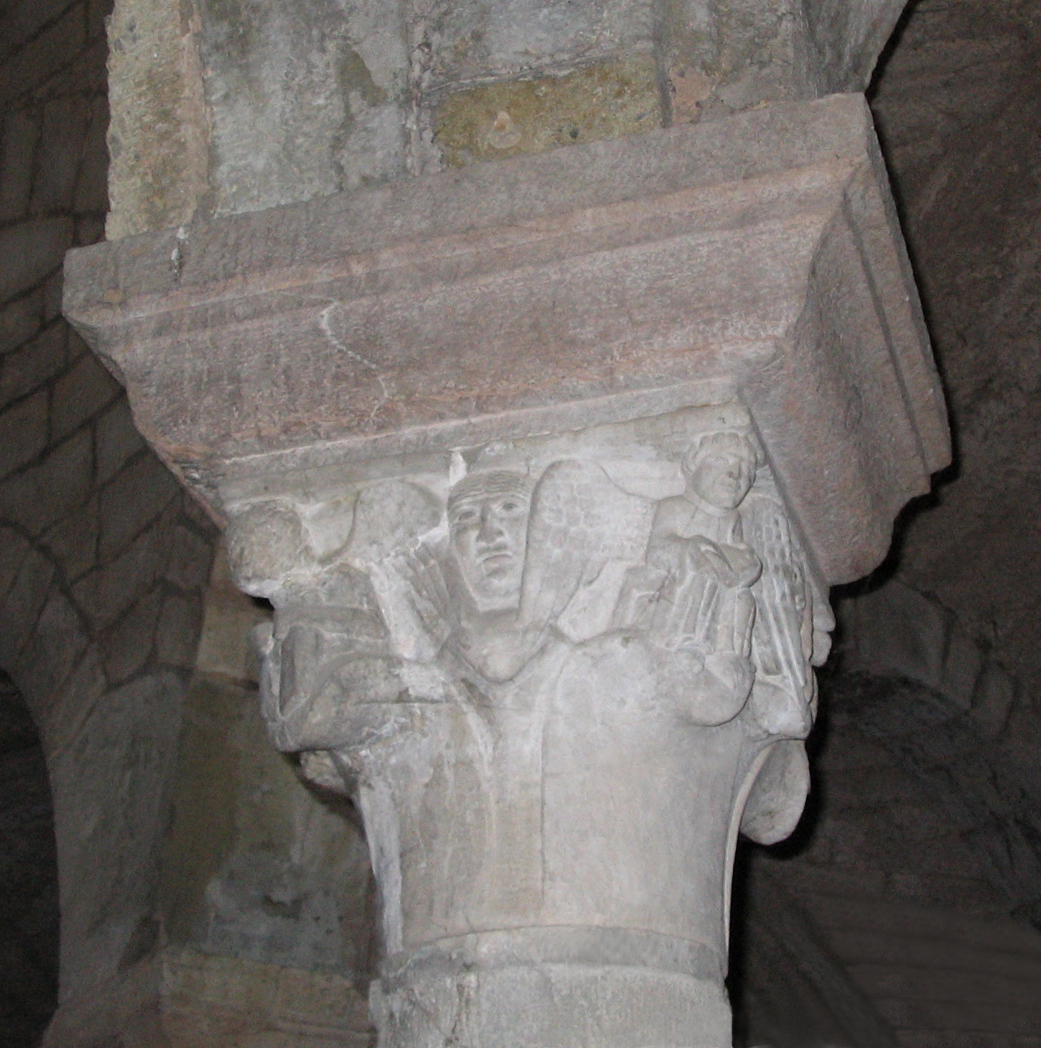
Kapitell im Innenraum
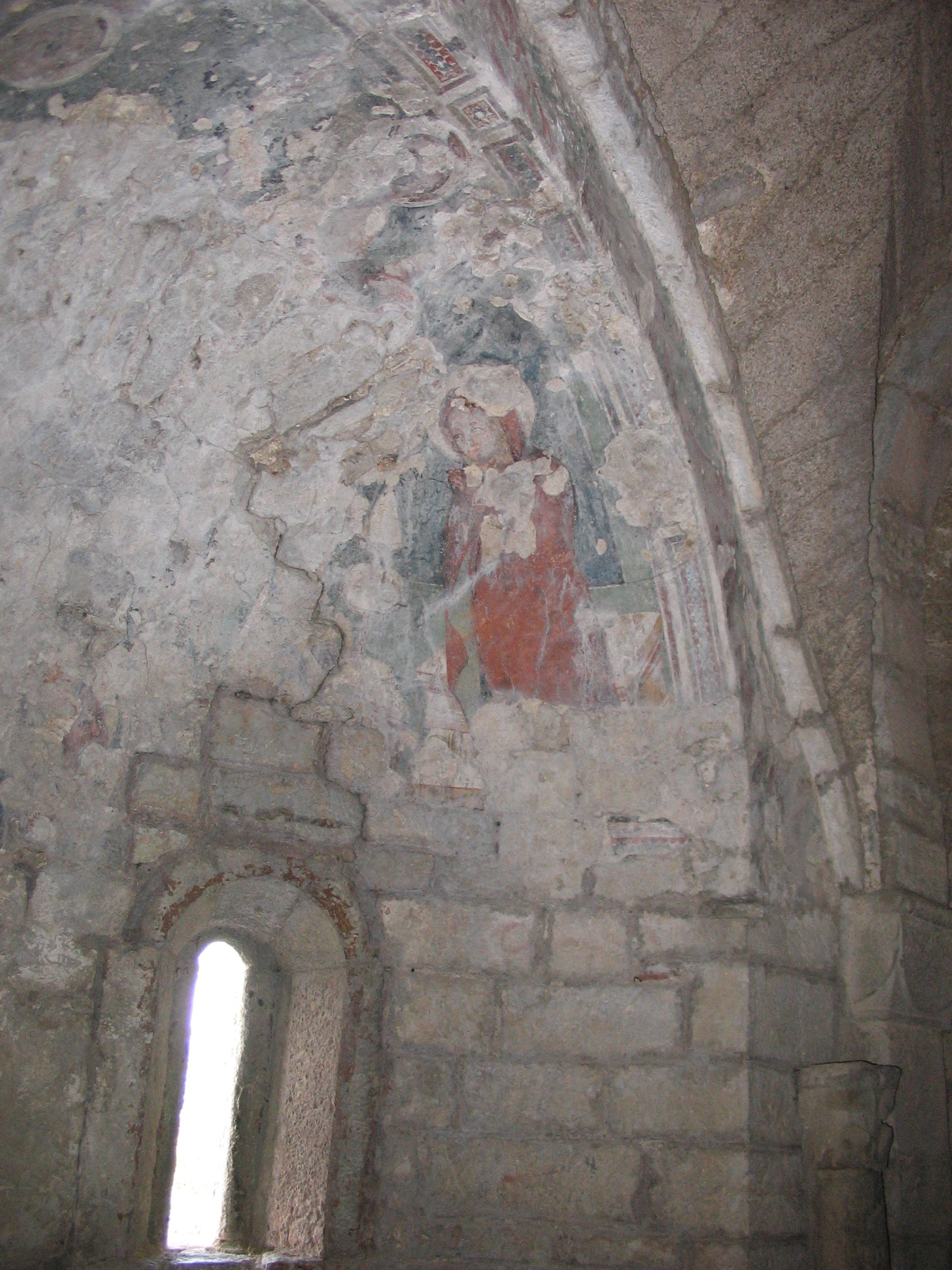
Freskenreste in der Apsis